# الجبوبة (القفر)

تعديل مصدري - تعديل

الجبوبة محلة تابعة لقرية العشر، التابعة لعزلة بني مسلم بمديرية القفر إحدى مديريات محافظة إب في الجمهورية اليمنية، بلغ تعداد سكانها 73 حسب تعداد اليمن لعام 2004.